# Bílý Potok (Javorník)
Bílý Potok – (niem. Weißbach) – wieś, część gminy Javorník, położona w kraju ołomunieckim, w powiecie Jesionik, w Czechach.